# 东区 (光州广域市)
东区（：／ Dong gu */?）是韩国光州广域市的一个区。总面积48.87km2，总人口112,083人（2006年6月末）。

## 行政区划
东区的行政洞为13洞1路，法定洞为26洞8路。
洞（行政洞）
- 忠壮洞
- 東明洞
- 雞林1-2洞
- 山水1-2洞
- 芝山1-2洞
- 瑞南洞
- 鶴洞
- 鶴雲洞
- 池元1-2洞
- 錦南路